# Tropismes
Pour l’article ayant un titre homophone, voir Tropisme.
 (novembre 2022).
Si vous disposez d'ouvrages ou d'articles de référence ou si vous connaissez des sites web de qualité traitant du thème abordé ici, merci de compléter l'article en donnant les références utiles à sa vérifiabilité et en les liant à la section « Notes et références ».
Tropismes est un recueil de récits, premier ouvrage de l'auteure française Nathalie Sarraute, publié la première fois en 1939 chez Robert Denoël.

## Publication
L'ouvrage paraît en février 1939 dans une certaine indifférence (brèves recensions dans La Gazette de Liége, Corymbe, Les Cahiers du sud, Beaux-Arts). Seuls quelques écrivains, notamment Jean-Paul Sartre, Max Jacob et Charles Mauron le remarquent et adressent à l'auteure, à titre privé, leurs encouragements.
Nathalie Sarraute écrit les premiers textes de ce recueil dès 1932. Refusé par Gallimard et par Grasset, Tropismes ne sera vraiment reconnu par la critique que vingt ans plus tard, lors de sa réédition en 1957 par Les Éditions de Minuit.

## Analyse
Malgré la discrétion critique qui entoura cette première édition, Tropismes est considéré comme l'ouvrage fondateur du courant littéraire que l'on désigne habituellement par la dénomination « Nouveau roman ».
À travers les récits de cette œuvre, Sarraute analyse les réactions physiques spontanées imperceptibles, très ténues à une stimulation : « mouvements indéfinissables qui glissent très rapidement aux limites de la conscience ; ils sont à l'origine de nos gestes, de nos paroles, des sentiments que nous manifestons, que nous croyons éprouver et qu'il est possible de définir ». 
Chez Sarraute, « tropisme » (terme emprunté au langage scientifique qui signifie le déplacement ou la transformation d’un élément sous l’effet de stimuli extérieurs) renvoie à des sentiments fugaces, brefs, intenses mais inexpliqués : phrases stéréotypées, conventions sociales.
Sous la banalité apparente de ces conventions langagières, il existe en effet des rapports humains complexes, des sentiments intenses, voire violents (sensations d'enfermement, d'angoisse, de panique) : Sarraute les décrit comme des mouvements instinctifs, déclenchés par la présence d'autrui, ou par les paroles des autres.

## Structure et résumé
Le recueil se compose de vingt-quatre textes indépendants les uns des autres :
- I : Une foule est attirée par les vitrines de la société.
- II : Un homme souffre de la médiocrité de pensée de son entourage.
- III : Dans le quartier du Panthéon, des personnages solitaires, sans souvenirs, sans avenir, sont heureux.
- IV : Un étrange ballet verbal, cruel et sexuel, se déroule entre un homme et quelques femmes.
- V : Une femme est figée dans l'attente.
- VI : Une femme impérieuse écrase autrui sous le poids des choses.
- VII : Une femme parle et souffre de se sentir jugée par un homme qui ne parle pas.
- VIII : Un grand-père, qui promène son petit-enfant, exerce sur lui une protection étouffante, et lui parle de sa mort.
- IX : Un homme parle à une femme pour qu'elle ne parle pas.
- X : Des femmes jacassent dans un salon de thé.
- XI : Une femme est assoiffée d'« intellectualité ».
- XII : Un professeur du Collège de France vide « de leur puissance et de leur mystère » Proust et Rimbaud.
- XIII : Des femmes sont acharnées à traquer une pièce de tissu.
- XIV : Une femme sensible, croyante, s'attire les brusqueries d'autrui.
- XV : Une jeune fille est heurtée par les inepties du vieillard qu'elle admire.
- XVI : Un vieux couple mène une vie résignée.
- XVII : Un jeune couple est en promenade avec son enfant.
- XVIII : Dans la quiétude d'un cottage anglais, « une demoiselle aux cheveux blancs » attend l’heure du thé.
- XIX : Un faible, malmené par autrui, se laisse faire.
- XX : Un homme est rassuré et étouffé par les femmes qui I'entourent depuis son enfance.
- XXI : Une femme trop sage est traversée par le désir soudain de fuir et de choquer.
- XXII : Un homme se défend d'être attiré par les objets.
- XXIII : Une femme, malgré elle, rejoint le cercle de sa famille qu'elle méprise.
- XXIV : Un homme est victime de l’hostilité silencieuse de son entourage.